# 约翰·威廉·希托夫
约翰·威廉·希托夫（德語：Johann Wilhelm Hittorf，1824年3月27日—1914年11月28日）是一位德国物理学家和化学家，师从尤利乌斯·普吕克，发现了“辉光射线”来自阴极。